# 야노쉬 코르나이
야노쉬 코르나이(János Kornai, 1928년 1월 21일~2021년 10월 18일)는 헝가리의 경제학자로 동유럽 공산주의 국가의 계획 경제에 대한 분석과 비판으로 알려져 있다. 코르나이는 또한 소련 붕괴 이후의 전환을 겪은 구 사회주의 국가의 거시경제적 측면을 연구했다. 하버드 대학교와 부다페스트 코르비누스 대학교의 명예 교수인 코르나이는 동구권의 중앙 계획 경제의 상품 부족을 설명하기 위해 결핍 경제라는 용어를 만들었다.

## 같이 보기
- 결핍경제